# Новорождественскаја
Новорождественскаја (рус. Новорождественская) насељено је место руралног типа (станица) на југозападу европског дела Руске Федерације. Налази се на североистоку Краснодарске покрајине и административно припада њеном Тихоречком рејону.
Према статистичким подацима Националне статистичке службе Русије из 2010. у насељу је живело 6.505 становника.

## Географија
Станица Новорождественскаја се налази на североистоку Краснодарске покрајине, у зони ниске и једноличне Кубањско-приазовске степе. Село се налази на надморској висини од око 44 метра и лежи на обе обале реке Челбас. Удаљено је 13 км западно од рејонског центра, града Тихорецка, односно око 116 км североисточно од града Краснодара, седишта Покрајине.

## Историја
Село Новорождественско су 1797. основали досељеници места Рождественско у Вороњешкој губернији, па отуда и назив новог насеља. По неким подацима село је основано нешто касније, 1804. године. Већ 1817. у селу је живело 426 становника. Године 1848. преобразовано је у козачку станицу и предно на управу Кавкаском козачком одреду.

## Демографија
Према подацима са пописа становништва 2010. у селу је живело 6.505 становника, што је благи пад у односу на попис одржан осам година раније када је село имало 6.693 становника.
| 1897. | 2002. | 2010. | 2017. |
| ----- | ----- | ----- | ----- |
| 7.866 | —     | 6.693 | 6.505 |